# محتاج (ترانه)
«محتاج» (انگلیسی: Needy) ترانه‌ای از خوانندهٔ آمریکایی آریانا گرانده است. این ترانه، دومین قطعه از پنجمین آلبوم استودیویی او به نام ممنون، بعدی است که در ۸ فوریهٔ ۲۰۱۹ از طریق ریپابلیک رکوردز منتشر شد. این ترانه به‌دست گرانده، ویکتوریا مونه، تایلا پارکس و تهیه‌کننده آن تامی براون نوشته شده‌است.
«محتاج» در ایرلند، مالزی، سنگاپور و بریتانیا به ۱۰ تای برتر و در استرالیا، کانادا، لیتوانی، نیوزیلند، پرتغال، و ایالات متحده به ۲۰ تای برتر جدول فروش رسید. این ترانه از سوی صنعت ضبط صدای بریتانیا (BPI) گواهی نقره و از سوی انجمن صنعت ضبط موسیقی ایالات متحده آمریکا (RIAA) گواهی پلاتین دریافت کرد.

## گواهی‌نامه‌ها
| منطقه                                   | گواهی     | واحد گواهی‌شده/فروش |
| --------------------------------------- | --------- | ------------------ |
| استرالیا (آی‌اف‌پی‌آی استرالیا)            | پلاتین    | ۷۰٬۰۰۰             |
| برزیل (پرو موزیکا برزیل)                | ۲× پلاتین | ۸۰٬۰۰۰             |
| بریتانیا (بی‌پی‌آی)                       | نقره      | ۲۰۰٬۰۰۰            |
| ایالات متحده (آرآی‌ای‌ای)                 | پلاتین    | ۱٬۰۰۰٬۰۰۰          |
| رقم فروش+پخش جاری تنها بر پایهٔ گواهی‌ها. |           |                    |